# Shrewsbury Town
Shrewsbury Town (offiziell: Shrewsbury Town Football Club), Spitzname The Shrews, ist ein englischer Fußballverein aus Shrewsbury. Der Club trägt seine Heimspiele im Montgomery Waters Meadow aus und spielt in der vierthöchsten englischen Spielklasse, der EFL League Two.
Die zweite Mannschaft, die Reserves, trägt ihre Spiele in der Central League, Division One West aus.

## Geschichte
1950 wurde der Klub in die Football League Third Division North aufgenommen, nachdem die Football League von 88 auf 92 Profimannschaften erweitert worden war.
Nach dem Aufstieg in die Third Division, die dritte Liga, konnte man diese im Jahre 1979 gewinnen und war somit zum Aufstieg in die Second Division berechtigt. Nach zehn Jahren erfolgte 1989 der Abstieg zurück in die Third Division, erst 1994 wurde der Wiederaufstieg geschafft. Nach dem erneuten Abstieg 1997 folgte der Absturz in den Non-League football bis 2003, doch schon im nächsten Jahr schaffte Shrewsbury, die Playoffs zum Aufstieg in die vierte Liga, die jetzige Football League Two, zu gewinnen.
Das neue Stadion, das Montgomery Waters Meadow mit fast 10.000 Plätzen, wurde im Juli 2007 eröffnet. Es ersetzte das Gay Meadow von 1910.

## Erfolge
- Welsh Cup: 1891, 1938, 1977, 1979, 1984, 1985
- Meister Third Division – heute: EFL League One: 1979
- Meister Third Division – heute: EFL League Two: 1994
- Meister Midland League: 1938, 1946, 1948
- Meister der Birmingham & District League: 1923
- Playoff-Sieger Nationwide Conference: 2004

## Trivia
- Ende Juni 2017 beantragte Shrewsbury Town als erster englischer Verein, die als Folge des Taylor-Reports im Land seit Jahrzehnten aus den Top-Ligen verbannten Stehplätze wieder einführen zu dürfen.[1]